# Sainte-Alvère
Sainte-Alvère, anciennement orthographiée Saint-Alvère, est une ancienne commune du sud-ouest de la France, située dans le département de la Dordogne en région Nouvelle-Aquitaine, devenue le 1er janvier 2016 une commune déléguée au sein de la commune nouvelle de Sainte-Alvère-Saint-Laurent Les Bâtons, puis au 1er janvier 2017 une commune déléguée de la commune nouvelle de Val de Louyre et Caudeau.
De 1790 à 2015, la commune était le chef-lieu du canton de Sainte-Alvère. 

## Géographie

### Communes limitrophes

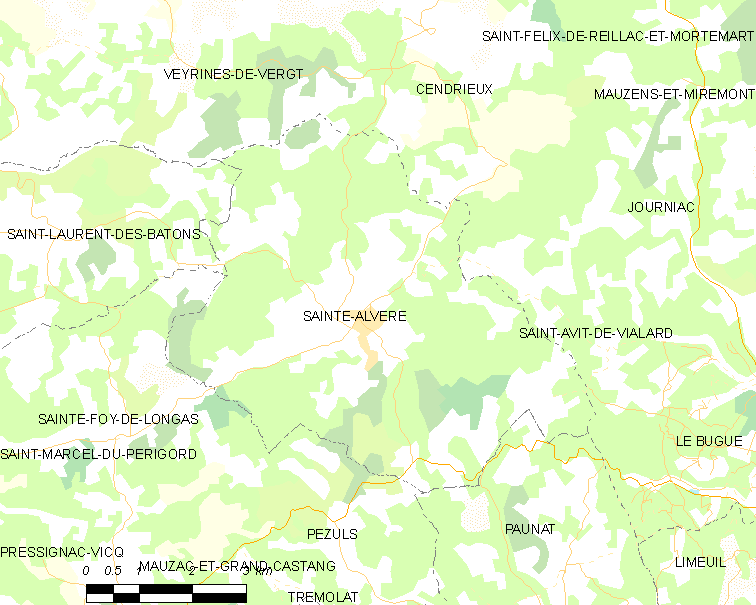
Carte de Sainte-Alvère et des communes avoisinantes en 2015, avant la création de la commune nouvelle de Sainte-Alvère-Saint-Laurent Les Bâtons.

En 2015, année précédant la création de la commune nouvelle de Sainte-Alvère-Saint-Laurent Les Bâtons, Sainte-Alvère était limitrophe de sept autres communes.
| Veyrines-de-Vergt        |               | Cendrieux             |
| Saint-Laurent-des-Bâtons | Sainte-Alvère | Saint-Avit-de-Vialard |
| Sainte-Foy-de-Longas     | Pezuls        | Paunat                |

## Urbanisme

### Villages, hameaux et lieux-dits
Outre le bourg de Sainte-Alvère proprement dit, le territoire se compose d'autres villages ou hameaux, ainsi que de lieux-dits :
- les Arcies
- les Banes
- les Barrières
- les Bois de Banes
- Bois de Borde
- les Bois de Longas
- Au Bois de Saint-Amour
- Bois des Granges
- Bonnefille
- la Borie Neuve
- les Bories
- Au Bos des Tuilières
- le Bousquet
- Bouyguel
- la Bouzonnie
- la Boyne
- les Brandes
- la Brugueyrie
- le Cabanat
- le Caillou
- les Candouilles
- Cantelaube
- Carbonnière
- la Cavalerie
- Au Cessonnel
- les Chauffours
- Au Claux
- au Clocher
- les Clous
- la Combe Blanche
- A la Combe de Bio
- la Combe Delmas
- Combe del Trau
- Combel
- Combe Nègre
- Costeraste
- les Coteaux d'Arriers
- la Courdelle
- la Courdie
- les Coustilles
- la Couzière
- la Crémaillère
- le Cros de la Bille
- Au Cros du Reygnier
- Daillac
- le Falgueyret
- Fompudié
- Font Caunac
- la Font du Maigre
- les Fontenelles
- Font-Grand
- Fromprigonde
- la Gafferie
- les Gours
- le Grand Bois
- le Grand Plateau
- le Grand-Pré
- la Grange
- les Granges
- le Lac Redon
- Lagarde
- Lamouthe
- les Landettes
- Laulurie
- les Lavandes
- Lentignac
- Lescot
- Lestole
- les Lidriers
- Limousinat
- le Lionnet
- le Maine
- Maison-Blanche
- Maison Neuve
- Malegagne
- les Marais
- les Marroux
- les Massus
- la Maurénie
- le Mayne de Gaye
- les Mèmes
- les Mirabeaux
- le Moulin de la Grange
- Moulin de Monbauvard
- le Moulin de la Sourderie
- le Moulin Latour
- les Nards
- les Ormeaux
- A la Paladouyre
- le Parc
- les Pauvrettes
- les Paysses
- Péchaunou
- Pech Auriol
- Pédoumen
- Pellugue
- Pémelou
- les Peroutis
- Peyboulet
- Peyredon
- Peytestier
- Picarie
- les Places
- la Plumardie
- la Plumardie Basse
- Pomme Pied
- le Porre
- le Pouget
- Pradelle
- la Queyrie
- Ramière
- Ratevoul
- les Raysses
- le Reclaud
- le Repaire
- Rocquebrune
- les Rouquettes
- les Sadrots
- Septfonts
- le Signal
- Solle
- la Sourderie
- Au Terme de la Soula
- Terre de Bandare
- Terre de Lignac
- les Terres
- le Tertre de Lespinasse
- la Trente Monzie
- les Trois Bornes
- Aux Trois Cantons
- les Troulettes
- les Truffières
- la Tuilière
- Tuilières
- les Tustels
- Au Valat
- les Valayres
- le Valeyroux
- Varneuil
- la Vergne
- la Verrerie
- la Veyssière
- le Vignal
- Aux Vittes.

## Toponymie
En occitan, la commune porte le nom de Senta Alvèra.

## Histoire
Alvéréna, devenue Sainte Alvère, vécut au IXe siècle ; son histoire s'est perdue au fil du temps. Plusieurs légendes racontent son histoire, la plus réaliste étant que cette jeune fille aurait été trucidée par les Normands lors du sac du monastère de Paunat en 849. Un reliquaire du XIIIe siècle représentant un buste féminin fut découvert dans l'église avec à l'intérieur des débris de crâne d'une jeune femme, enveloppés dans une toile. Cette sainte faisait l'objet d'une vénération dans la région : le 9 mars était un jour de grande fête processionnelle, les pèlerins venant de loin.
Dès le XIe siècle les historiens signalent un château féodal primitif, en fait un village entouré de remparts dominé par une tour défensive. Au cours des siècles ce château sera puissamment aménagé, principalement aux XIVe et XVe siècles. Par l'absence d'archives et de documents, il est difficile d'en retracer l'histoire.
Au XVIIIe siècle, le château de Sainte-Alvère était l'un des plus beaux du Périgord. Détruit lors de la Révolution, sa démolition fut ordonnée par Lakanal. Il reste une haute tour circulaire du XIIIe siècle découronnée avec des voûtes curieuses, l'enceinte à plusieurs tours qui entourait le village est encore déchiffrable, une porte monumentale et deux tours y subsistent.
La seigneurie de Sainte-Alvère fut acquise en 1448 par la Maison de Lostanges, qui en garda le titre seigneurial jusqu'en 1927, date de la mort du dernier du nom. À cette famille, appartient Mgr de Lostanges, évêque de Périgueux au début du XIXe siècle.
Lors de la Seconde Guerre mondiale, la commune a apporté son aide à la Résistance locale dès 1942, et a participé aux combats pour la libération du département, ce qui a lui a valu d'être décorée de la croix de guerre 1939-1945 le 11 novembre 1948, distinction également attribuée à dix-huit autres communes de la Dordogne.
Au 1er janvier 2016, Sainte-Alvère fusionne avec Saint-Laurent-des-Bâtons pour former la commune nouvelle de Sainte-Alvère-Saint-Laurent Les Bâtons dont la création a été entérinée par l'arrêté du 22 octobre 2015, entraînant la transformation des deux anciennes communes en communes déléguées.
Au 1er janvier 2017, Sainte-Alvère-Saint-Laurent Les Bâtons fusionne avec Cendrieux pour former la commune nouvelle de Val de Louyre et Caudeau dont Sainte-Alvère devient une commune déléguée.

### Liste des seigneurs puis marquis de Sainte-Alvère
La seigneurie de Sainte-Alvère faisait partie de la châtellenie de Limeuil et a dû être démembrée au profit d'un cadet de l'ancienne famille de Limeuil, dont le premier connu est :
- vers 1240-1284 Pierre de Limeuil,
- vers 1270-après 1338 Bérard de Limeuil,
- vers 1305-vers 1367 Corborand de Limeuil,
- vers 1338-vers 1397 Déodat ou Dorde de Limeuil marié vers 1361 avec Gaillarde de La Pradelle (vers 1340-vers 1379), sœur de Bertrand de La Pradelle, seigneur de La Couze,
- vers 1365- ? Philippa de Limeuil mariée vers 1382 avec Guillaume-Arramond de Veyrines, fils de Bernard de Veyrines, seigneur de La Barde, près du Bugue,
- Jean de Veyrines, seigneur de Sainte-Alvère, son fils,
- Antoinette de Veyrines (†1491), dame de Sainte-Alvère, sa fille, mariée en 1448 à Jean II Adhémar de Lostanges, mort des suites de blessures faites par Hélie Gaillard et son frère Thomas en 1466. Le 8 février 1482, elle transmet à son fils aîné Guy de Lostanges tous les droits qu'elle avait sur la châtellenie de Sainte-Alvère et Cendrieux,
- 1466-1507 Guy de Lostanges (+1507), son fils, seigneur de Sainte-Alvère à partir du 8 février 1482,
- 1507-v.1515 Anne de Lostanges (+v.1515), sa fille
- v.1515-1518 Jean III de Lostanges (+1518), son oncle
- 1518-v.1544 Bertrand de Lostanges (+v.1544), son fils
- v.1544-1613 Hugues de Lostanges (+1613), son fils
- 1613-1625 Jean-Louis de Lostanges (+1625), baron de Sainte-Alvère, son fils
- 1625-1679 Emmanuel-Galiot de Lostanges (v.1613-1679), 1er marquis de Sainte-Alvère, son fils. Il a épousé le 25 juin 1648 Claude-Simone d'Ébrard de Saint-Sulpice-Pellegri, dame du Vigan, la Mothe, Cassel, Saint-Sauveur, Saint-Cirq, Senaillac, Ussel, Nadaillac, veuve de Guyon de Clermont-Touchebœuf, comte de Clermont,
- 1679-1706 Louis-Emmanuel de Lostanges (1654-1706), 2e marquis, son fils. Il a perdu un œil à la bataille de Seneffe. Il est nommé sénéchal de Quercy et gouverneur pour le roi en 1655. Il se noie le 1er janvier 1706 en passant la Dordogne. Il s'est marié par contrat du 26 février 1699 avec Catherine-Rose de Cadrieu, fille de Arnaud-Louis de Cadrieu, marquis de Cadrieu, baron de Courrières, de Cazelles, etc. et d'Isabeau de Senecterre, lui ayant apporté une dot de 80 000 livres, dont il a eu,
- 1706-1778 Arnaud-Louis-Claude-Simon de Lostanges (1700-1778), 3e marquis, son fils, marié par contrat du 6 juillet 1718 avec Françoise-Marie de Larmandie, demoiselle de Longa,
- 1778-1807 : Henri de Lostanges (1755-1807), 4e marquis de Sainte-Alvère, de Montpezat, de Cadrieu, de Saint-Projet, de Reillac, baron du Vigan, des Près, de la Bouffie et de Longa, seigneur de Cendrieux, Pressignac, Grand-Castang, Larue, Gardonne et Cazelles, colonel du régiment Royal-Picardie cavalerie en 1788, son petit-fils, fils d'Arnaud-Louis-Marie-Stanislas de Lostanges, mort du vivant de son père, le 6 février 1769, et de Élisabeth-Charlotte-Pauline de Gallucio de L'Hôpital, fille de Paul de Gallucio de L'Hôpital-Vitry, marquis de L'Hôpital et de Châteauneuf. Il s'est marié par contrat le 26 avril 1785 avec Adélaïde-Pauline-Constantine de Vintimille, des comtes de Marseille du Luc, fille de Charles Emmanuel Marie Madelon de Vintimille, comte du Luc (†1814), colonel propriétaire du régiment de Vintimille, et de Marie-Marguerite-Madelaine-Adélaïde de Castellane (†1770). La famille de Lostanges a émigré en septembre 1791 et n'est revenue en France qu'en 1801. Toutes ses propriétés lui avaient été enlevées et morcelées pendant la Révolution. Le château de Sainte-Alvère, un des plus vastes de la province, n'est plus qu'une ruine. Il est mort à Londres le 7 juin 1807.
- 1807-1848 Arnaud-Joseph de Lostanges (1787-1848), 5e marquis, son fils
- 1848-1890 Henri-Adhémar de Lostanges (1831-1890), 6e marquis, son fils
- 1890-1906 Henri-Gaston de Lostanges (1877-1906), 7e marquis, son fils
- 1906-1927 François-Gabriel de Lostanges (1837-1927), 8e et dernier marquis de Sainte-Alvère, son oncle

## Politique et administration

### Rattachements administratifs et électoraux
Dès 1790, la commune de Saint-Alvère, puis Sainte-Alvère, a été rattachée au canton de Limeuil qui dépendait du district de Belvès jusqu'en 1795, date de suppression des districts. Lorsque ce canton est supprimé par la loi du 8 pluviôse an IX (28 janvier 1801)  portant sur la « réduction du nombre de justices de paix », la commune est le chef-lieu du nouveau canton de Saint-Alvère (devenu canton de Sainte-Alvère en 1972), dépendant de l'arrondissement de Bergerac.
Dans le cadre de la réforme de 2014 définie par le décret du 21 février 2014, ce canton disparaît aux élections départementales de mars 2015. La commune est alors rattachée électoralement au canton du Périgord central dont le bureau centralisateur est fixé à Vergt.
En 2017, Saint-Alvère, en tant que commune déléguée de Val de Louyre et Caudeau, est rattachée à l'arrondissement de Périgueux,.

### Intercommunalité
Fin 2001, Sainte-Alvère intègre dès sa création la communauté de communes du Terroir de la truffe dont elle est le siège. Celle-ci est dissoute le 31 décembre 2013 et remplacée au 1er janvier 2014 par la communauté de communes du Pays vernois et du terroir de la truffe dont le siège est à Vergt. Elle est elle-même dissoute le 31 décembre 2016 et la plupart de ses communes, dont Sainte-Alvère en tant que commune déléguée, sont intégrées à la communauté d'agglomération Le Grand Périgueux le 1er janvier 2017.

### Administration municipale
La population de la commune étant comprise entre 500 et 1 499 habitants au recensement de 2011, quinze conseillers municipaux ont été élus en 2014,. Ceux-ci sont membres d'office du  conseil municipal de la commune nouvelle de Sainte-Alvère-Saint-Laurent Les Bâtons, jusqu'au renouvellement des conseils municipaux français de 2020.

### Liste des maires puis des maires délégués
| Période                                  | Période       | Identité           | Étiquette | Qualité                                                           |
| ---------------------------------------- | ------------- | ------------------ | --------- | ----------------------------------------------------------------- |
| Les données manquantes sont à compléter. |               |                    |           |                                                                   |
|                                          |               |                    |           |                                                                   |
| 1977                                     | 1986          | René Pivaty-Wilmet |           | Metteur en ondes                                                  |
| novembre 1986                            | décembre 2015 | Philippe Ducène    | UMP       | Médecin Conseiller général du canton de Sainte-Alvère (1988-2015) |

| Période                         | Période    | Identité                  | Étiquette | Qualité                                   |
| ------------------------------- | ---------- | ------------------------- | --------- | ----------------------------------------- |
| janvier 2016                    | avril 2017 | Philippe Ducène           |           | Ancien maire de Sainte-Alvère (1986-2015) |
| avril 2017 (réélue en mai 2020) | En cours   | Marie-Christine Bencharel |           |                                           |

### Politique environnementale
En avril 2010, la commune de Sainte-Alvère est la première collectivité de Dordogne à avoir vu validé son Agenda 21 par le ministère de l'Écologie.

## Démographie
Les habitants de Sainte-Alvère se nomment les Alvèrois.
L'évolution du nombre d'habitants est connue à travers les recensements de la population effectués à Sainte-Alvère depuis 1793. À partir du XXIe siècle, les recensements des communes de moins de 10 000 habitants ont lieu tous les cinq ans (2007 et 2012 pour Sainte-Alvère). Depuis 2006, les autres dates correspondent à des estimations légales. En 2015, dernière année en tant que commune indépendante, Sainte-Alvère comptait 821 habitants.
Au 1er janvier 2022, la commune déléguée de Sainte-Alvère compte 779 habitants.
| 1793  | 1800  | 1806  | 1821  | 1831  | 1836  | 1841  | 1846  | 1851  |
| ----- | ----- | ----- | ----- | ----- | ----- | ----- | ----- | ----- |
| 1 682 | 1 805 | 1 815 | 1 650 | 1 807 | 1 619 | 1 900 | 1 831 | 1 816 |

| 1856  | 1861  | 1866  | 1872  | 1876  | 1881  | 1886  | 1891  | 1896  |
| ----- | ----- | ----- | ----- | ----- | ----- | ----- | ----- | ----- |
| 1 774 | 1 766 | 1 729 | 1 703 | 1 617 | 1 577 | 1 552 | 1 564 | 1 578 |

| 1901  | 1906  | 1911  | 1921  | 1926  | 1931  | 1936  | 1946 | 1954 |
| ----- | ----- | ----- | ----- | ----- | ----- | ----- | ---- | ---- |
| 1 601 | 1 534 | 1 327 | 1 140 | 1 070 | 1 055 | 1 057 | 954  | 854  |

| 1962 | 1968 | 1975 | 1982 | 1990 | 1999 | 2007 | 2012 | 2015 |
| ---- | ---- | ---- | ---- | ---- | ---- | ---- | ---- | ---- |
| 827  | 798  | 745  | 710  | 756  | 780  | 828  | 856  | 821  |

## Économie
Les données économiques de Sainte-Alvère sont incluses dans celles de la commune nouvelle de Val de Louyre et Caudeau.

## Culture locale et patrimoine

### Lieux et monuments
- Vestiges de la tour du château de Sainte-Alvère, du XIIIe siècle, inscrits au titre des monuments historiques le 22 août 1949[24]. Restauré en 1780, le château, ayant appartenu à la famille de Lostanges, fut ensuite incendié par Joseph Lakanal en 1792[24].
- Église Saint-Pierre-ès-Liens, du XVIIIe siècle, restaurée aux XIXe et XXe siècles, inscrite au titre des monuments historiques le 17 octobre 1995[25].
- Croix du XVIIIe siècle située devant l'église, inscrite au titre des monuments historiques le 17 octobre 1995[26].

### Patrimoine naturel
Au nord, la vallée du Caudeau et le marais du Petit Mas font partie d'une zone naturelle d'intérêt écologique, faunistique et floristique (ZNIEFF) de type I où deux espèces déterminantes ont été recensées en 2008, une libellule l'Agrion de Mercure (Coenagrion mercuriale) et une plante l'Orchis à fleurs lâches (Anacamptis laxiflora),. Lors d'un précédent recensement en 1982, le site était fréquenté par la Loutre d'Europe (Lutra lutra) et le Vison d'Europe (Mustela lutreola).

### Personnalités liées à la commune

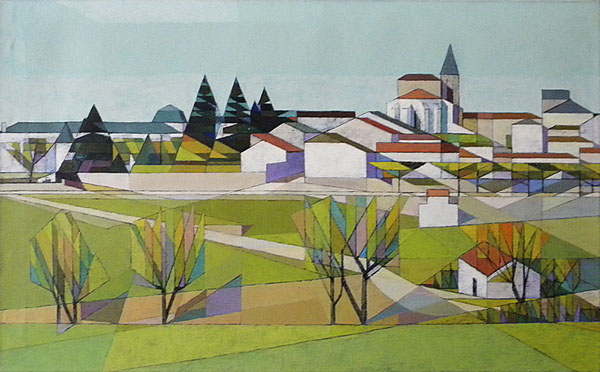
Sainte-Alvère par le peintre néerlandais Ries Mulder (1965).

- Jules Claretie (1840-1913), écrivain
- Alain Carrier (1924-2020), affichiste et illustrateur
- Marie Marvingt (1875-1963). Durant la Seconde Guerre mondiale, elle aurait créé à Sainte-Alvère un dispensaire pour aviateurs blessés. Une plaque commémorative lui rend hommage[29].

### Héraldique
| Blason de Sainte-Alvère | Blason  | D’argent au lion de gueules lampassé, armé, et couronné d’azur, accompagné de cinq étoiles du même ordonnées en orle. |
| Blason de Sainte-Alvère | Détails | Le statut officiel du blason reste à déterminer.                                                                      |